# SMS V 190
V 190 – niemiecki niszczyciel z okresu I wojny światowej. Jedenasta jednostka typu V 180. W okresie międzywojennym przestarzały niszczyciel pełnił rolę jednostki pomocniczej i otrzymał nową nazwę "Claus von Bevern". Po drugiej wojnie światowej przejęty przez Stany Zjednoczone. W 1946 roku okręt z ładunkiem broni chemicznej został zatopiony w cieśninie Skagerrak.